# Yucca valida
Yucca valida là một loài thực vật có hoa trong họ Măng tây. Loài này được Brandegee miêu tả khoa học đầu tiên năm 1889.

## Hình ảnh

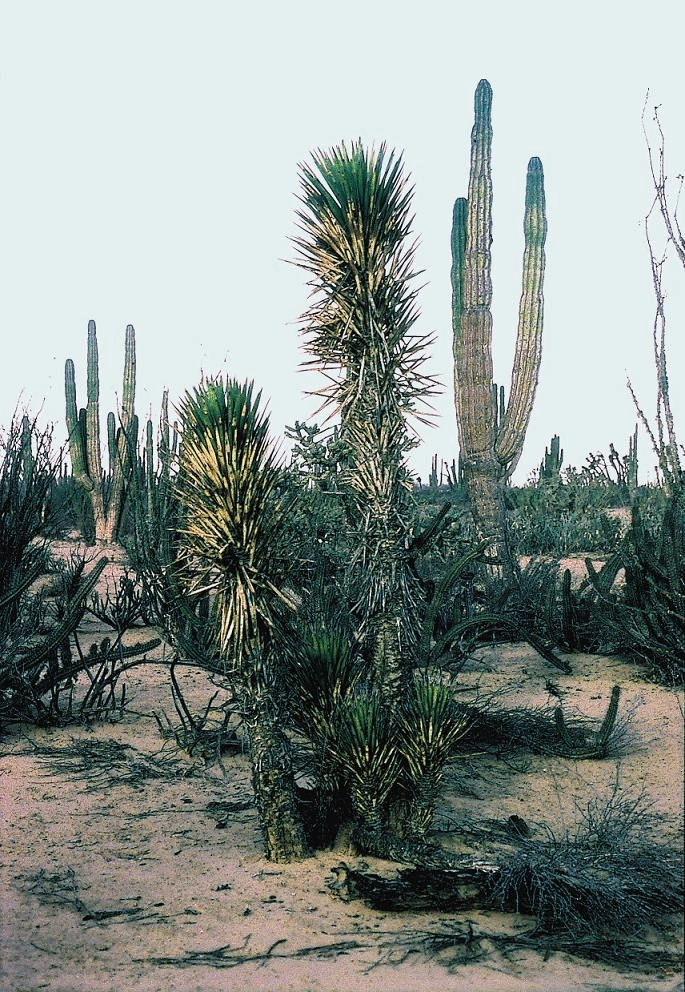
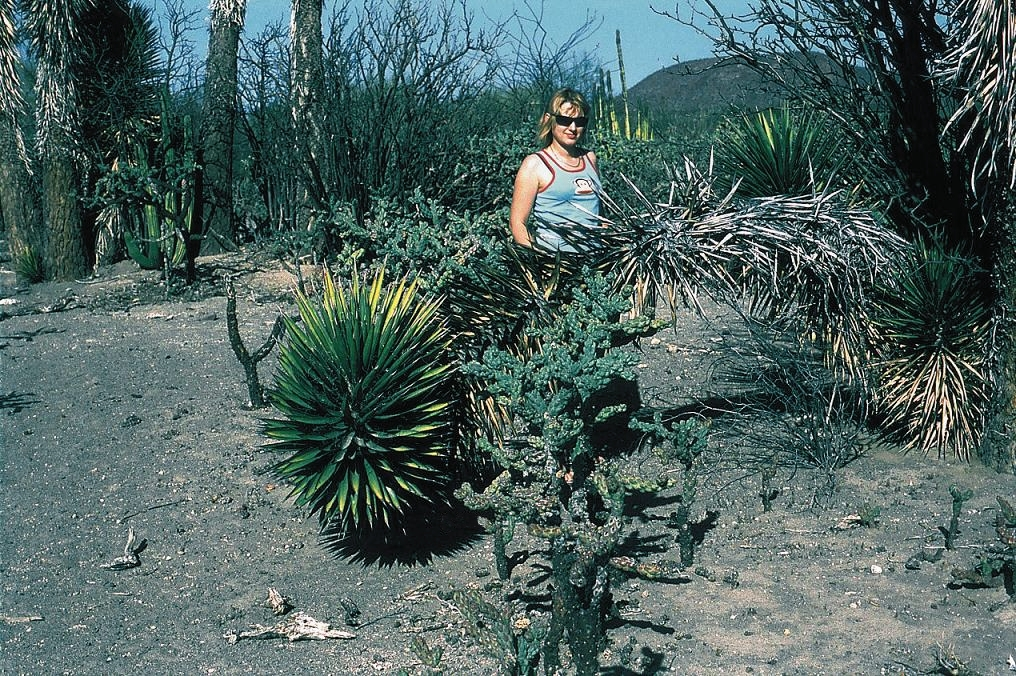